# Aeroportul Chibougamau/Chapais
Aeroportul Chibougamau/Chapais (IATA: YMT, ICAO: CYMT) este un aeroport din Eeyou Istchee James Bay Regional Government⁠(d), Jamésie⁠(d), Nord-du-Québec⁠(d), Provincia Québec, Canada ce deservește zona Chibougamau⁠(d). A fost numit după zona deservită.
Situat la o altitudine de 387 m, aeroportul dispune de o singură pistă. Este operat de Transports Québec⁠(d).